# Tadese Worku
Tadese Worku (20 de enero de 2002) es un deportista de Etiopía que compite en atletismo. Ganó una medalla de oro en el Campeonato Mundial de Atletismo Sub-20 de 2021, en la prueba de 3000 m.